# Stazione di Volpiano
La stazione di Volpiano è una stazione ferroviaria della ferrovia Canavesana a servizio del comune di Volpiano, nella città metropolitana di Torino.
Precedemente gestita dal Gruppo Torinese Trasporti (GTT), dal 1 gennaio 2024 è gestita da Rete Ferroviaria Italiana (RFI).

## Storia
L'impianto venne inaugurato nel 1866 contestualmente alla costruzione della ferrovia Canavesana per Pont Canavese e Rivarolo.

## Strutture e impianti
Il piazzale è composto da 2 binari passanti.

## Movimento
La stazione è servita da treni regionali in servizio sulla relazione denominata linea 1 del Servizio Ferroviario Metropolitano di Torino, operati da Trenitalia nell'ambito del contratto di servizio stipulato con la Regione Piemonte.

## Servizi
La stazione dispone di:
- Biglietteria a sportello (attualmente non in uso)
- Biglietteria automatica
- Sala d'attesa (attualmente non in uso)
- Fermata autobus

## Interscambi
La stazione è servita da autolinee extraurbane gestite da GTT, con fermata antistante stazione.
Fra il 1884 e il 1931 sul piazzale antistante la stazione era presente il capolinea della tranvia Torino-Volpiano, operata dal medesimo gestore della ferrovia.